# Grupo Compacto de Hickson

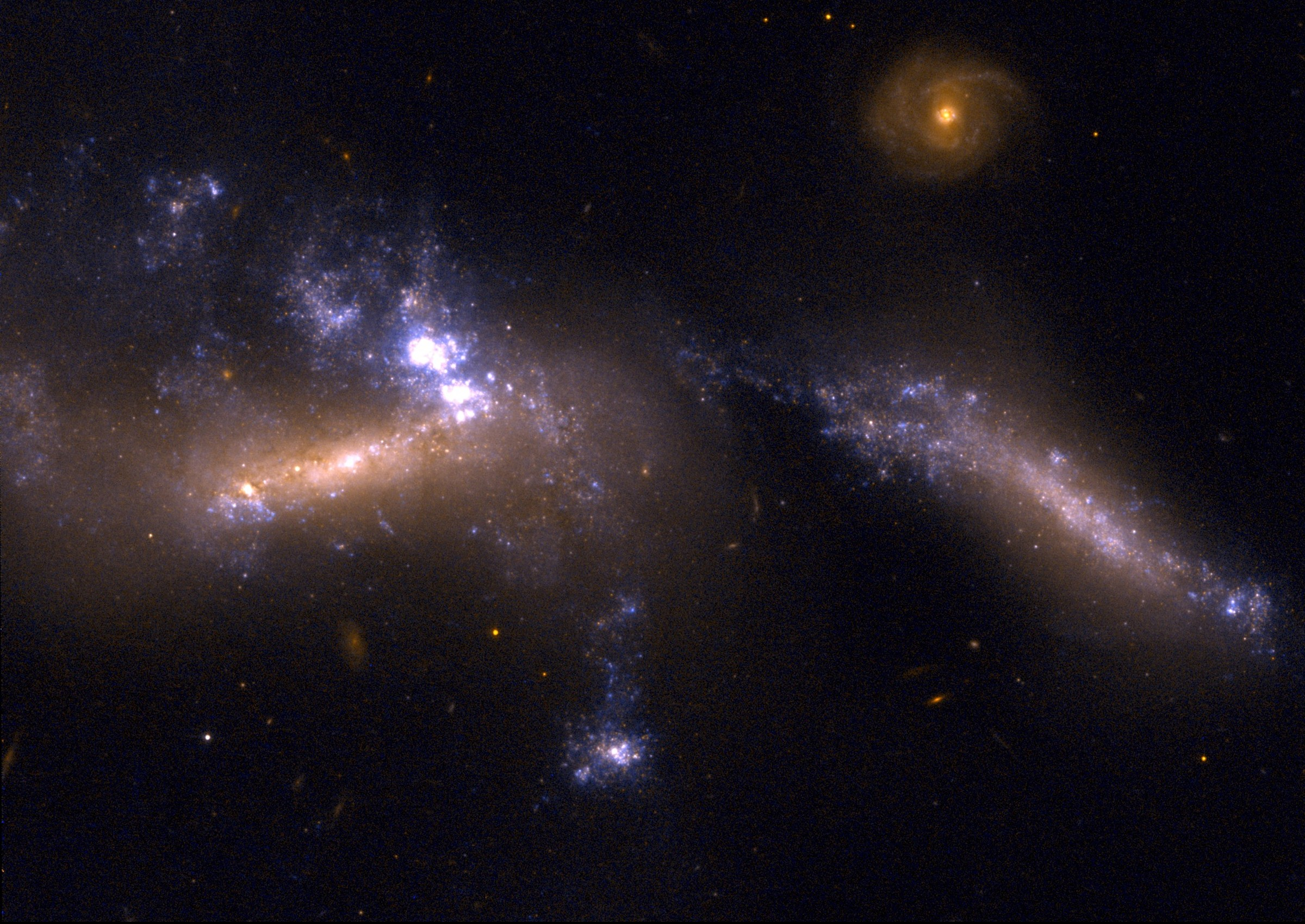
HCG 31 fotografiado por el Telescopio Espacial Hubble

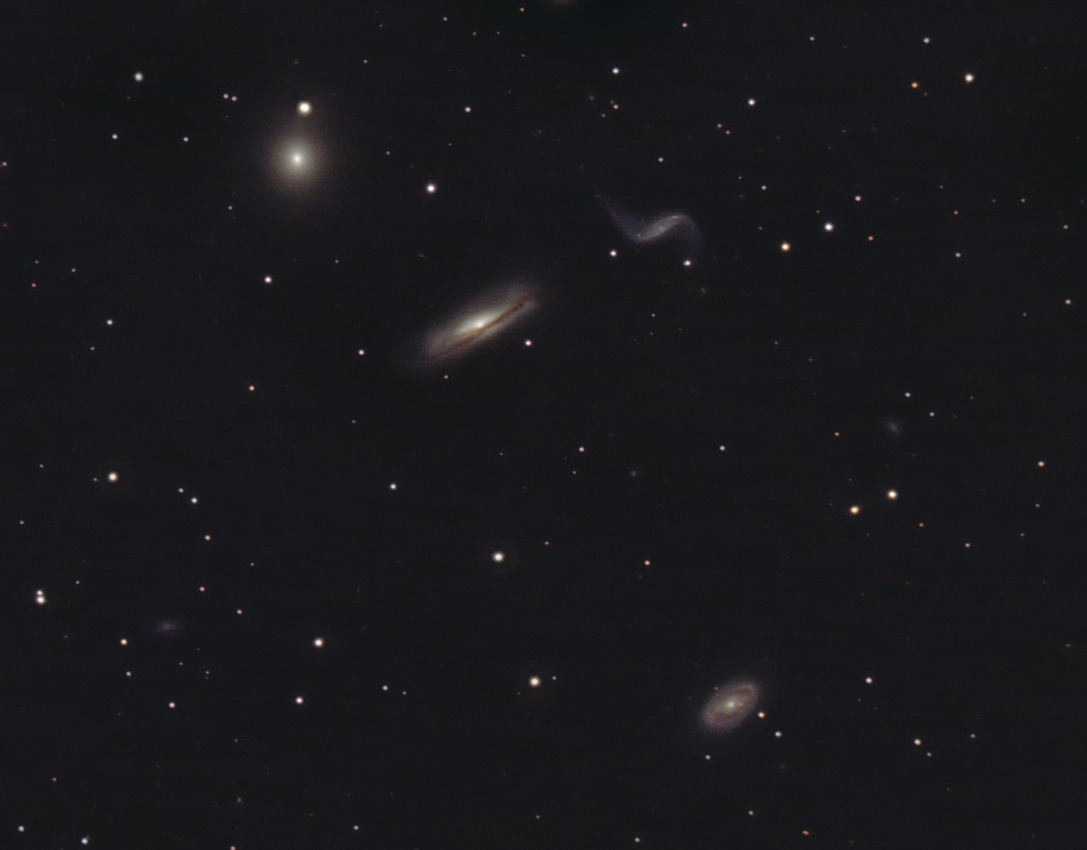
Los cuatro miembros de HCG 44 por Hunter Wilson

Un Grupo Compacto de Hickson (en inglés; Hickson Compact Group, abreviado HCG) es una colección de galaxias designadas tal como fueron publicadas por Paul Hickson en 1982.
El grupo más famoso del catálogo de 100 objetos de Hickson es HGC 92, el Quinteto de Stephan.
Según Hickson: "La mayoría de grupos compactos contienen un alto porcentaje de galaxias que tienen particularidades morfológicas o cinemáticas, actividad de emisión de radio e infrarrojos, y poseen brote estelar o núcleo activo (AGN). Que contienen grandes cantidades de gas difuso y están dinámicamente dominadas por la materia oscura. Lo más probable es que se hayan formado como subsistemas dentro de asociaciones más libres y que han evolucionado debido a procesos gravitacionales. Aparecen fuertes interacciones entre les galaxias y la fusión es probable que lleve a la desaparición final del grupo. Los grupos compactos sorprendentemente son numerosos, y pueden jugar un papel significativo en la evolución de las galaxias."